# Marcin Siemieński
Marcin Siemieński (ur. 1758 w Runowie Krajeńskim, zm. 27 listopada 1831 w Gnieźnie) – polski biskup rzymskokatolicki, biskup pomocniczy gnieźnieński w latach 1823–1831.

## Życiorys
Uczył się w Kaliszu. W latach 1779–1782 studiował teologię w Krakowie. Święcenia kapłańskie przyjął 22 grudnia 1781. 6 lutego 1782 został doktorem teologii. 2 lipca 1796 otrzymał doktorat obojga praw od księcia Franciszka Sforzy.
Od 1784 był proboszczem w Starych Koziegłowach (Koziegłówkach). Pozostał w Krakowie. W Starych Koziegłowach zastępował go wyznaczony komendarz. Od 1797 do 1807 przebywał w parafii Koziegłówki. W latach 1799–1807 był komisarzem (oficjałem okręgowym) biskupa wrocławskiego Josepha Christiana von Hohenlohe Waldenburg Bartensteina nad częścią diecezji wrocławskiej zw. Nowy Śląsk (część archidiecezji gnieźnieńskiej od 1795 pod zaborem pruskim, w latach 1807–1811 jego namiestnik dla tej części diecezji wrocławskiej w Księstwie Warszawskim).
W 1807 został mianowany przez arcybiskupa gnieźnieńskiego Ignacego Raczyńskiego sędzią audytorem trybunału arcybiskupiego w Gnieźnie. Od 1809 kanonik gnieźnieński, później oficjał gnieźnieński (1816). W latach 1815–1818 administrował pruską częścią archidiecezji gnieźnieńskiej. Zarządzał archidiecezją gnieźnieńską w latach 1818–1821, 1825–1831. Był także wikariuszem kapitulnym gnieźnieńskim w latach 1825–1828 i 1829–1831.